# حشره‌شناسی انسانی
حشره‌شناسی انسانی یا اتنوانتومولوژی (به انگلیسی: Ethnoentomology)، دانشی است که به رابطه بین انسان و حشرات می‌پردازد. واژه آن از ترکیب اتنو (مطالعه انسان‌ها) و انتومولوژی (مطالعه حشرات) پدید آمده‌است. تمرکز این دانش بر مطالعه کاربردهای حشرات در جوامع گوناگون است. از حشرات در تهیه داروها، مراسم مذهبی و نیز به عنوان غذا استفاده می‌شود.

## حشرات به عنوان غذا

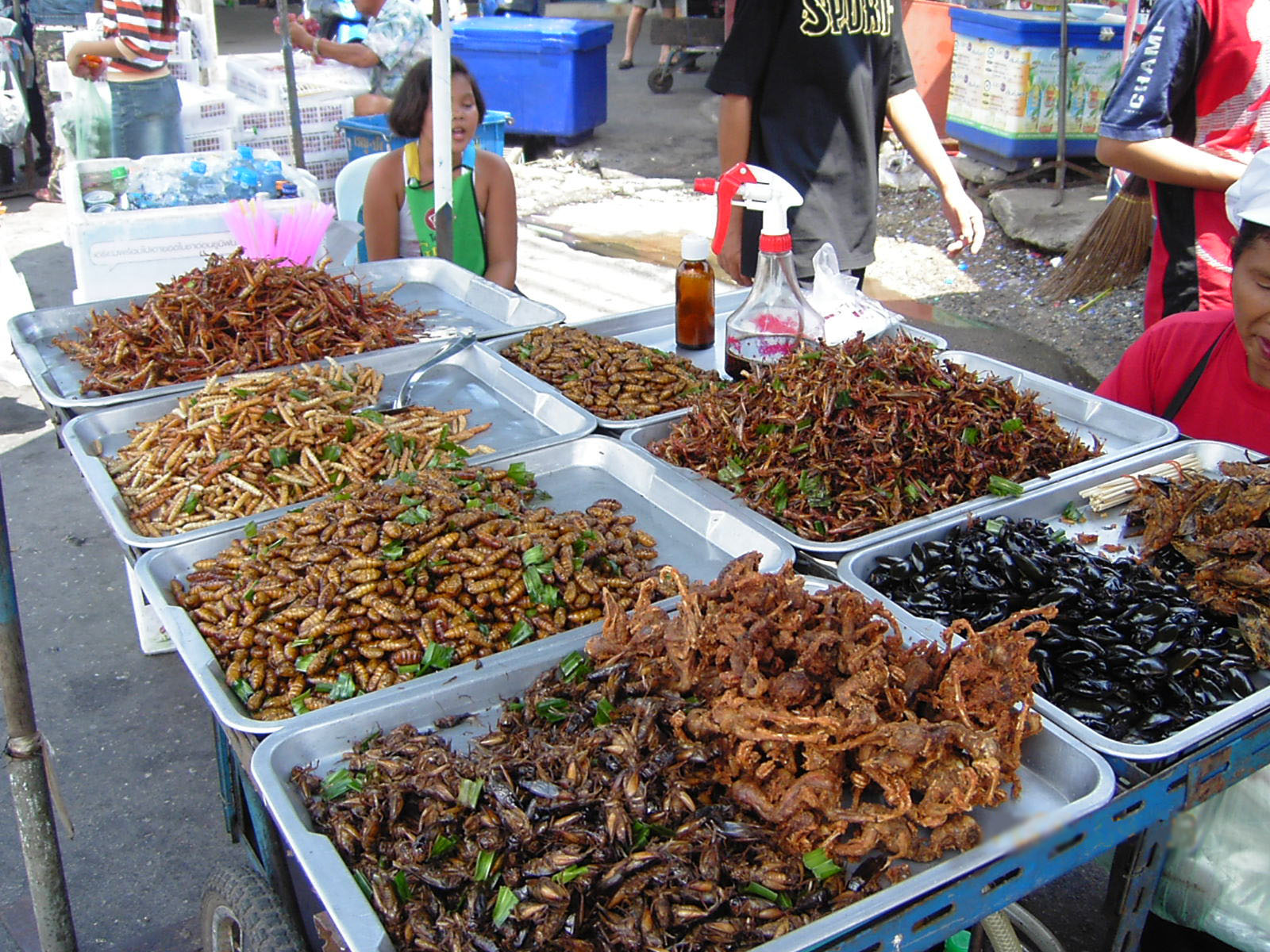
حشره‌های سرخ‌شده و آماده برای خوردن در بازاری در بانکوک، تایلند.

به استفاده افراد از حشرات به عنوان غذای خوراکی، حشره‌خواری انسان می‌گویند. بسیاری از حشرات را در جوامع گوناگون به عنوان غذاهای لذیذ می‌شناسند درحالی‌که در فرهنگ‌های بسیار دیگری خوردن حشرات کاری ناپسند است. از حشرات بسیاری همچون کرم‌ها، پیله‌های پروانه و بید، عنکبوت‌ها و عقرب در تهیه غذا استفاده می‌شود.

## حشرات در پزشکی
در آموزه امضاها (Doctrine of signatures) که از باورهای دیرین پزشکی سنتی در بسیاری از کشورهاست آمده که گیاهان یا حشراتی که به عضوی از بدن انسان شبیه هستند برای درمان بیماری‌های آن عضو مفیدند. برای مثال در مکزیک از ران ملخ به عنوان درمان دردهای مزمن کبد استفاده می‌شود.

## حشرات در مراسم دینی
در آمازون باسین، قبیله‌های توپیایی-گوارانی زبان در آیین‌های مذهبی خود از مورچه‌های پلنگی متغیر در مراسم بلوغ دختران استفاده می‌کنند.
از مورچه خرمن‌بردار کالیفرنیا که گونه‌ای از مورچه‌های قرمز در جنوب آمریکاست برای سده‌ها در آیین‌های مذهبی استفاده می‌شده تا افراد را به خلسه برد. آنها مقادیر زیادی از مورچه‌های قرمز را زنده‌زنده می‌جوند که در حین گوارش باعث پدید آمدن حالت ناهوشیاری عمیقی می‌شود و آن را باعث حضور امداد غیبی و کمک به فرد در طول زندگی‌اش می‌دانند.